# Musée des Beaux-Arts de Cluj-Napoca
Pour les articles homonymes, voir Musée des beaux-arts.
Le musée des Beaux-Arts de Cluj-Napoca se situe dans le centre-ville, sur la place de l'Unité dans le palais Bánffy.

## Histoire
Le palais est créé à la fin du XVIIIe siècle pour le comte György III Bánffy, gouverneur de Transylvanie.
À l'origine de l'actuelle collection des Beaux-Arts de Cluj, on trouve la collection particulière de Virgil Cioflec (ro) qui réunit des œuvres de Nicolae Grigorescu, Ion Andreescu, Ștefan Luchian, Dimitrie Paciurea (en), Theodor Pallady, Camil Ressu ou encore Vasile Popescu. Cioflec, critique d'art du début du siècle, lègue sa collection à l'université locale à la fin des années 1920. La collection est ouverte au public en 1933 mais le musée proprement-dit n'est fondé qu'en 1951 et occupe le palais Bánffy depuis 1956.

## Collection
La collection comprend des ouvrages roumains et européens, en offrant une illustration particulièrement bonne de l'histoire de l'art transylvanien. L'exposition permanente est composée de 325 ouvrages de peinture, sculpture, orfèvrerie, verrerie etc. s'étalant sur cinq siècles (XVe et XXIe siècles). Les expositions temporaires sont dédiées notamment aux jeunes artistes roumains contemporains.

## Événements et expositions
Au cours de l'année 2008, une exposition itinérante des œuvres d'Emil Ciocoiu intitulé Pictor printre stele s'est déroulée en Roumanie, où les tableaux du maîtres ont été visibles dans le Muzeul Național de Artă din Cluj-Napoca, ainsi que dans la bibliothèque centrale de l'université de Bucarest juste avant et dans le musée d'art de Craiova ensuite.